# Nolan Gould
 (mars 2024).
Si vous disposez d'ouvrages ou d'articles de référence ou si vous connaissez des sites web de qualité traitant du thème abordé ici, merci de compléter l'article en donnant les références utiles à sa vérifiabilité et en les liant à la section « Notes et références ».
Pour les articles homonymes, voir Gould.
Nolan Gould (né le 28 octobre 1998) est un acteur américain notamment connu pour son interprétation du rôle de Luke Dunphy dans la série télévisée Modern Family diffusée sur ABC.

## Biographie
Nolan Gould est né à New York City, il est le fils d'Angela et d'Edwin Gould. Peu après sa naissance, en raison de la carrière militaire de son père, il déménage à Phenix City, Alabama avec sa famille, puis en Californie, à l'âge de 5 ans. Son frère aîné, Aidan Gould, est aussi acteur.
Nolan Gould est également membre de l'organisation internationale Mensa, société à QI élevé. Il dévoile dans The Ellen DeGeneres Show qu'il a un QI de 150. Durant l'été 2012, à l'âge de 13 ans, il est diplômé du secondaire en effectuant un test de développement général de l'éducation (GED) et déclare qu'il aspire à suivre des cours universitaires communautaires en ligne.
Depuis 2009, Nolan Gould tient le rôle de Luke Dunphy dans la série Modern Family. Il est également apparu dans Sweet Nothing in My Ear et dans Eleventh Hour.

## Filmographie

### Cinéma
- 2006 : The McPassion (court métrage) : Le fils au restaurant
- 2006 : Waiting Room (court métrage) : L'enfant sauvage
- 2007 : The Secret of Ruby Scorpion (court métrage)
- 2007 : Have a Nice Death (court métrage)  : Adam Wonderbread
- 2007 : Sunny & Share Love You : Jason
- 2008 : Montana : Johnny
- 2009 : Les Copains dans l'espace (Space Buddies) : Sam
- 2010 : Hysteria : l'enfant
- 2010 : Monster Heroes : Jonas Stein jeune
- 2011 : Sexe entre amis (Friends with Benefits) : Sam
- 2011 : Child Star Psychologist
- 2013 : The Sex List (The To-Do List) : Max
- 2015 : Field of Lost Shoes : Robert / Sir Rat
- 2023 : Miranda's Victim de Michelle Danner : James Valenti

### Télévision
- 2007 : America's Most Wanted : Paul Jackson jeune (1 épisode)
- 2007 : Jimmy délire : Jimmy jeune (saison 1, épisodes 7 et 12)
- 2008 : Un cœur à l'écoute (Sweet Nothing in My Ear) (téléfilm) : Mark Scott
- 2008 : Eleventh Hour : John Warner (saison 1, épisode 5)
- 2008 : Disney's Really Short Report : Lui-même (1 épisode)
- 2009-2020 : Modern Family : Luke Dunphy
- 2010 : Bonne chance Charlie : Zander (saison 1, épisode 19)
- 2011 : L'Heure de la peur (R.L. Stine's The Haunting Hour) : Jack Pierce (saison 1, épisode 12)
- 2012 : Ghoul (téléfilm) : Timmy Graco
- 2012 : Abominable Christmas (téléfilm) : Adam (voix)
- 2014 : L'Heure de la peur (R.L. Stine's The Haunting Hour) : Gregory (saison 4, épisode 8)
- 2014 : Whose Line Is It Anyway? : Lui-même (saison 2, épisode 7)
- 2015 : Princesse Sofia : Elliot (voix) (saison 2, épisode 21)
- 2017 : Camp (téléfilm) : Ivan
- 2022 : Grey's Anatomy : Chase Sams ( Saison 19, épisode 2 )

### Clip vidéo
- 2017 : 1-800-273-8255 : Logic featuring Alessia Cara et Khalid

## Récompenses et nominations

### Nominations
- 2010 : Screen Actors Guild Award de la meilleure distribution pour une série télévisée comique pour Modern Family

### Récompenses
- 2011 : Screen Actors Guild Award de la meilleure distribution pour une série télévisée comique pour Modern Family
- 2012 : Screen Actors Guild Award de la meilleure distribution pour une série télévisée comique pour Modern Family